# بشمين
البَشْمِين أو البَشْمِينَة (من الفارسية: پَشْمِينَهْ أي قماش صوف، من پَشْمْ أي الصوف) نوع من شعر الماعز والقماش المصنوع منه في الكشمير. يستخرج البشمين من شعر رقبة ماعز يعيش في جبال الهملايا في الهند، يسمى ماعز البشمين أو ماعز الهملايا أو ماعز الكشمير.

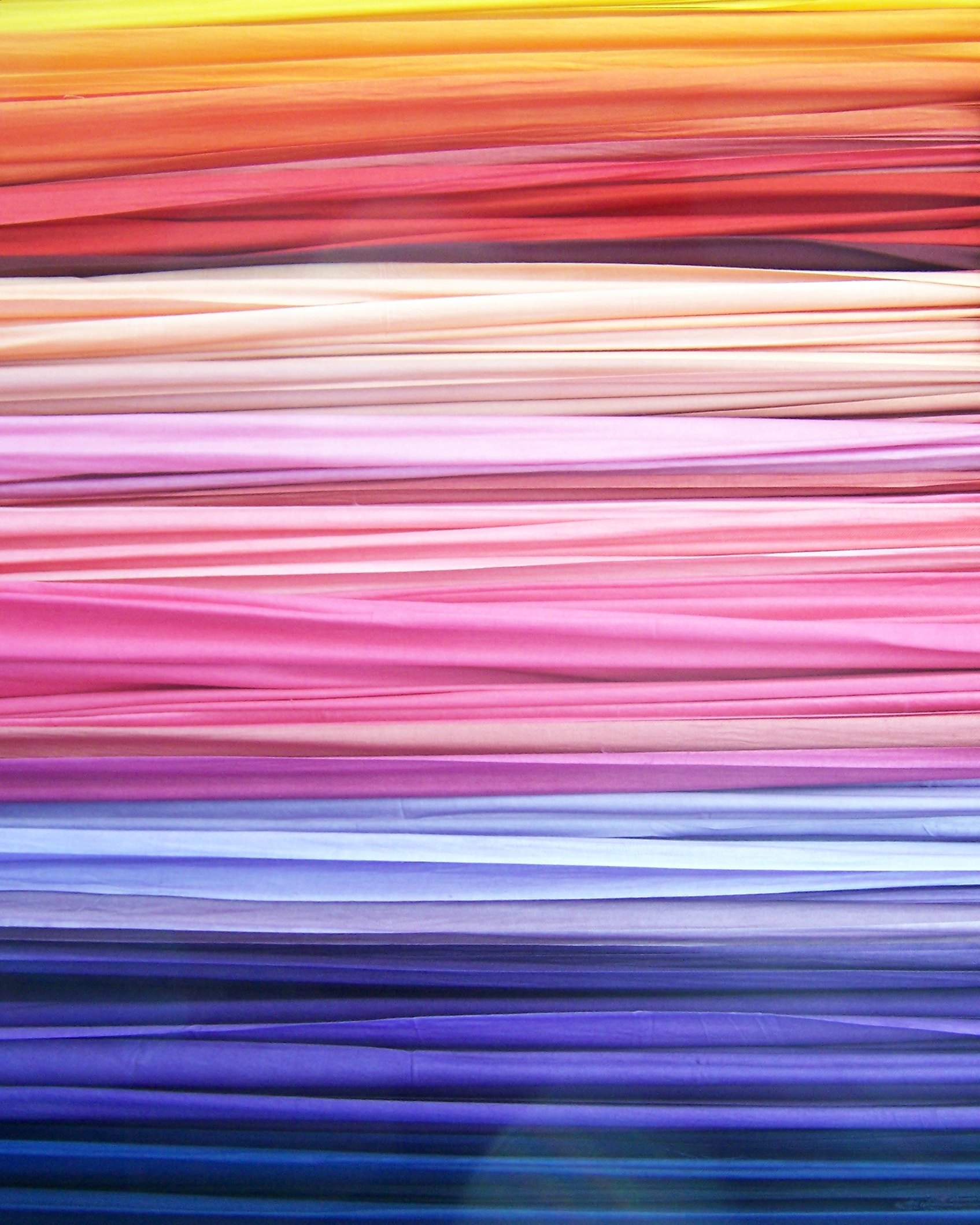
البشمين
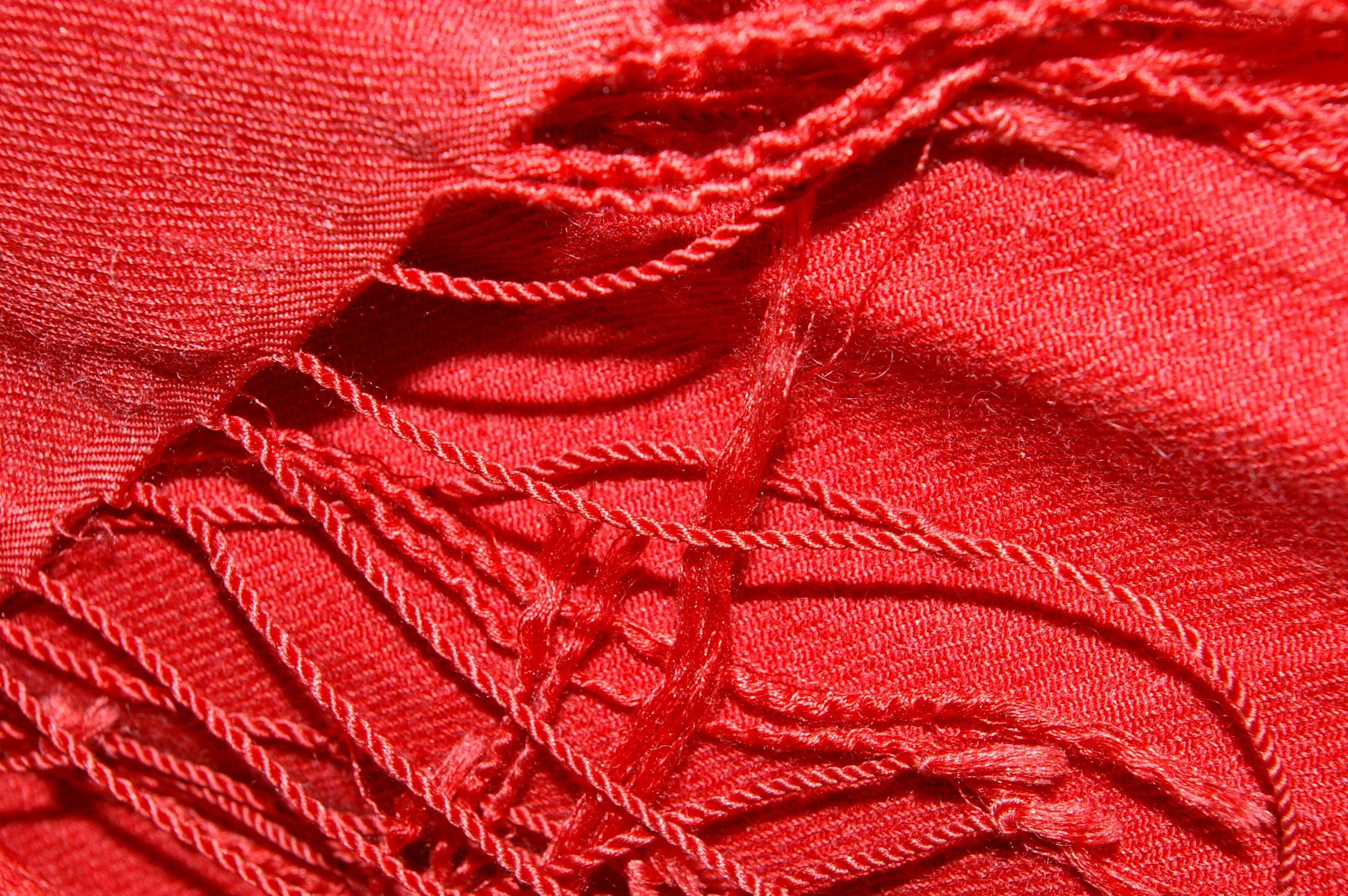
شال من البشمين